# Джон Вільмар Перес
Джон Вільмар Перес Муньйос (ісп. John Wilmar Pérez Múñoz; 21 лютого 1970, Медельїн) — колишній колумбійський футболіст, півзахисник.

## Клубна кар'єра
У дорослому футболі Джон Вільмар Перес дебютував в 1991 році у складі клубу «Індепендьєнте Медельїн», в якому провів більшу частину своєї кар'єри, залишивши його в 1996 році і повернувшись в команду у 2003 році. У складі «Індепендьєнте» Перес став чемпіоном Колумбії у 2003 році.
Крім того, Перес грав за колумбійський клуб «Депортіво Калі», у складі якого Перес також вигравав чемпіонат Колумбії в 1998 році, і за американський «Коламбус Крю», з яким йому вдалося у 2002 році перемогти у Відкритому кубку США.

## Міжнародна кар'єра
Джон Вільмар Перес потрапив до складу збірної Колумбії на чемпіонаті світу 1998 року. Однак з 3-х матчів Колумбії на цьому турнірі Перес не з'явився на полі в жодному з них.

## Досягнення
Депортіво Калі
- Чемпіон Колумбії (1): 1998

Коламбус Крю
- Володар Відкритого кубка США (1): 2002

Індепендьєнте Медельїн
- Чемпіон Колумбії (1): 2004 Апертура

Колумбія
- Срібний призер Золотого кубка КОНКАКАФ: 2000